# Quand tu serres mon corps
Quand tu serres mon corps est le titre d'une chanson interprétée par le groupe Pacifique sortie en 1989. Cette ballade est certifiée disque d'or.

## Classement
| Classement    | Meilleure position |
| ------------- | ------------------ |
| France (SNEP) | 4                  |